# Річиця (притока Рублівської)
Річиця — річка в Білорусі, у Столінському районі Берестейської області. Права притока Рубільської, (басейн Прип'яті).

## Опис
Довжина річки 11 км, похил річки 0,18 м/км, найкоротша відстань між витоком і гирлом — 9,61 км, коефіцієнт звивистості річки — 1,15. Площа басейну водозбору 41,2 км².
Бере початок на південно-східній околиці Отвержичи. Тече переважно на північний схід через село Хотамель і на південно-західній околиці села Рубель впадає у річку Рубільську, праву притоку Горині.

## Цікавий факт
У XIX столітті на правому березі річки неподалік розташовувалися озера Любень та Довжик.